# جعبهٔ قفل‌دار اصفهان
جعبه رمزدار سلجوقی یا جعبهٔ قفل‌دار اصفهان یکی از آثار مهندسی و هنری کم‌نظیر قرون وسطی در ایران است که در سال ۵۹۷ هجری قمری (۱۲۰۰-۱۲۰۱ میلادی) در شهر اصفهان ساخته شده است. این جعبهٔ برنجی که دارای مکانیزم قفل ترکیبی پیچیده‌ای است، از معدود اشیایی‌ست که نشان‌دهندهٔ اوج دانش مکانیکی و زیبایی‌شناسی در دورهٔ سلجوقیان است. این جعبه هم‌اکنون در موزه دیوید (The David Collection) که یکی از مهم‌ترین مراکز نگهداری و نمایش آثار هنر اسلامی در اسکاندیناوی است، در شهر کپنهاگ، دانمارک نگهداری می‌شود.

## پیش‌زمینه تاریخی
در دوران حکومت سلجوقیان، اصفهان به یکی از مهم‌ترین مراکز علمی، فرهنگی و صنعتی جهان اسلام تبدیل شده بود. در این شهر، کارگاه‌های فلزکاری، ساخت ابزارهای علمی مانند اسطرلاب، و همچنین تولید اشیای تزئینی و کاربردی رواج بسیاری داشت. این جعبه، توسط صنعت‌گر و دانشمند ایرانی محمد بن حمید اسطرلابی اصفهانی ساخته شده است. فردی که از نامش پیداست در زمینهٔ ساخت اسطرلاب نیز تبحر داشته‌است.
شباهت قابل‌توجهی میان این اثر و توصیف قفل‌های رمزی در کتاب «الجامع بین العلم و العمل النافع فی صناعة الحیل» اثر بدیع‌الزمان جزری دیده می‌شود. هر دو، از ساختار چرخنده‌های الفبایی با ۱۶ حرف بدون نقطه بهره می‌برند و در نهایت با رمز صحیح، مکانیزم داخلی آزاد می‌شود. با این حال، شواهد تاریخی نشان می‌دهد که جعبه‌های اصفهان و کتاب الجزری احتمالاً محصول یک فرهنگ مکانیکی مشترک در دنیای اسلام هستند، نه اینکه یکی به‌طور مستقیم از دیگری الهام گرفته باشد.

## ویژگی‌های فنی و مهندسی
این جعبه دارای چهار جفت چرخ‌دنده چرخان (دیال) است که هر کدام در ۱۶ موقعیت ممکن قابل تنظیم‌اند. در مجموع، این مکانیزم می‌تواند ۴٬۲۹۴٬۹۶۷٬۲۹۶ ترکیب رمزی متفاوت ایجاد کند که عددی معادل ۱۶ به توان ۸ است. هنگامی که ترکیب به درستی وارد شود، صفحهٔ فلزی داخلی، که به دسته‌ای خارجی و مکانیزم قفل متصل است، آزاد می‌شود و امکان باز کردن جعبه فراهم می‌گردد. این سطح از پیچیدگی حتی برای سازندگان قفل‌های مدرن امروزی نیز تحسین‌برانگیز است. بدنهٔ جعبه از جنس برنج ریخته‌گری‌شده است که با چکش‌کاری شکل گرفته و سپس با نقره و مس مرصع‌کاری شده‌است. تزئینات آن شامل نقوش هندسی، کتیبه‌های کوفی، و عناصر تزیینی اسلامی‌ست که ترکیبی از زیبایی و کاربرد را به نمایش می‌گذارند.

### مشخصات فنی[۴]
- جنس: برنج ریخته‌گری و چکش‌کاری‌شده، مرصع‌کاری با نقره و مس
- ابعاد: ارتفاع: ۴٫۴ سانتی‌متر، عرض: ۲۳٫۵ سانتی‌متر، عمق: ۱۸٫۵ سانتی‌متر
- شمارهٔ موجودی موزه دیوید: 1/1984

## امضای سازنده
بر روی جعبه، کتیبه‌ای به این مضمون حک شده‌است:
«ساختهٔ محمد بن حمید اسطرلابی اصفهانی، در سال ۵۹۷ هجری. و آن را آزموده‌ام، کار می‌کند.»
این امضا نه‌تنها اصالت اثر را تأیید می‌کند، بلکه نشان‌دهنده‌ی اعتماد سازنده به عملکرد دقیق مکانیزم آن است.

## آثار مشابه
یک جعبهٔ دیگر با قفل مشابه، از همین سازنده و تقریباً همان دوره، در موزه هنر بوستون نیز نگهداری می‌شود. این جعبه چهار سال قبل‌تر توسط اسطرلابی ساخته شده است (۵۹۳ یا ۱۱۹۷ میلادی).